# محمدقلی مجد
محمدقلی مجد متولد ۱۳۲۴، محقق ایرانی مقیم ایالات متحده آمریکاست. تحصیلاتش را در دانشگاه‌های سن اندریو (۱۹۷۰) و منچستر (۱۹۷۵) و کرنل (۱۹۷۸) با درجه دکترا به پایان برد و سپس در دانشگاه‌های مختلف آمریکا، از جمله دانشگاه پنسیلوانیا، تدریس کرد. در این سال‌ها مقالات متعددی از مجد در نشریاتی چون مجله آمریکایی اقتصاد کشاورزی، مجله مطالعات دهقانی، مجله بین‌المللی مطالعات خاورمیانه و مجله خاورمیانه انتشار یافت. محمدقلی مجد از سال ۱۹۹۹ به‌طور تمام وقت به تحقیق و تألیف در حوزه تاریخ معاصر ایران اشتغال دارد.
نکات مهمی که وی در تحقیقاتش بدان اشاره می‌کند به این شرح است: از دست رفتن ده میلیون نفر از جمعیت ایران در جریان جنگ جهانی اول در اثر قحطی و نقش بریتانیا در آن. او نوشته‌های خود را براساس مدارک و اسناد موجود در وزارت امور خارجه آمریکا مستند نموده‌است.
وی در مصاحبه با عبدالله شهبازی ادعا می‌کند که کتابهایش توسط لابی بریتانیا بایکوت شده‌است.

## مرورها
به نوشته عباس میلانی بسیاری از دیدگاه‌های ارائه شده توسط مجد محل شک می‌باشد. در کارهای مجد، او تمایل به این داشته‌است تا منابعی گلچین کند که دیدگاه از پیش تعیین شده او را تأیید کند.
افشین مرعشی در مروری بر کتاب مقاومت در برابر شاه، زمینداران و علما در ایران می‌نویسد که این کتاب به‌طور دقیق و منتقدانه به برخی پیامدهای سیاست ارضی در ایران می‌پردازد. او اثر مجد را در خصوص سیاست ارضی با وجود آثار متعدد دیگر در این زمینه یکتا می‌داند؛ زیرا بحث را از پیوند شدید به توضیح سیاسی و اقتصادی برای هزینه‌های شخصی ناشی از شرکت کنندگان در آن بیرون می‌آورد و داستان اصلاح ارضی را از طریق یک مشاهده تجربی و اغلب بازنگرانهٔ یک اقتصاددان پرورش یافته با تفاسیر حسی و همدلانه یک تاریخدان فرهنگی روایت می‌کند. به نظر او استفاده مجد از خاطرات پدرش، محمدعلی مجد، مرزهای بین خاطره و تاریخ را کمرنگ کرده هدف مستقل بودن تاریخ را زیر سؤال می‌برد، ولی او این کار را آن قدر خلاقانه و به نحوی انجام می‌دهد که تاریخ اصلاحات ارضی را روشن می‌کند. برخی نقل قولهای خانوادگی او به روایت اش ضربه می‌زند.

## تالیفات
- سیاست تقسیم اراضی محمدرضا پهلوی[۴]
- ایران دوران رضاشاه[۵]
- غارت آثار باستانی ایران
- قحطی بزرگ و نسل‌کشی در ایران، ۱۹۱۷–۱۹۱۹، انتشارات دانشگاهی آمریکا[۶]

آثار ترجمه شده:
- از قاجار به پهلوی (بر اساس اسناد وزارت خارجه آمریکا)، مؤسسه مطالعات و پژوهش‌های سیاسی[۷]
- قحطی بزرگ و نسل‌کشی در ایران (۱۲۹۸–۱۲۹۶ ش / ۱۹۱۹–۱۹۱۷ م)، مؤسسه مطالعات و پژوهش‌های سیاسی[۸]
- پل پیروزی؛ سرزمین قحطی (ایران در جنگ جهانی دوم)، مؤسسه مطالعات و پژوهش‌های سیاسی[۹]
- انگلیس و اشغال ایران در جنگ جهانی اول، مؤسسه مطالعات و پژوهش‌های سیاسی[۱۰]
- رضاشاه و بریتانیا، مؤسسه مطالعات و پژوهش‌های سیاسی[۱۱]
- تاراج بزرگ (آمریکا و غارت میراث فرهنگی ایران)، مؤسسه مطالعات و پژوهش‌های سیاسی[۱۲]

## مصاحبه‌ها
- بزرگ‌ترین نسل‌کشی سده بیستم میلادی - هولوکاست واقعی در ایران[۱۳]
- گفتگوی عبدالله شهبازی با محمدقلی مجد[۱۴]